# مارسل کونستمن
مارسل کونستمن (انگلیسی: Marcel Kunstmann؛ زادهٔ ۶ ژوئن ۱۹۸۸) بازیکن فوتبال اهل آلمان است.
از باشگاه‌هایی که در آن بازی کرده‌است می‌توان به باشگاه فوتبال هانزا روستوک و باشگاه فوتبال اسنابروک اشاره کرد.